# Runde (Fluss)
Der Runde (auch Lundi) ist ein rechter Nebenfluss des Save in Simbabwe.

## Verlauf
Er entspringt im Hochland (Highveld) bei Gweru, fließt nach Südosten erst durch die Provinz Midlands, dann zunehmend östlich durch die von Masvingo, wo er auf der Grenze zu Mosambik im Gonarezhou-Nationalpark in den Save mündet.
Zuflüsse des Lundi sind die Flüsse Shashe, Ingezi, Tokwe, Mutirikwi und Chiredzi. Im Oberlauf wird der Runde vom Gwenora-Damm gestaut.

## Hydrometrie
Die Durchflussmenge des Runde wurde an der hydrologischen Station Tokwe Confluence bei etwa der Hälfte des Einzugsgebietes, über die Jahre 1961 bis 1980 gemittelt, gemessen (in m³/s).
- Diagrammdaten:
- Definition |
- Rohdaten |
- Hilfe

## Wirtschaft
Das Tal des Runde wird agrarisch intensiv genutzt und hat gute Böden. Im unteren Teil, im Gebiet von Triangle, werden Zuckerrohrplantagen bewässert. Nahe Zvishavane wird im Fluss von Siedlern unter irregulären Bedingungen Gold gewaschen.